# Sigray István
Sigray István (Budapest, 1888. augusztus 20. – Vác, 1963. július 27.) magyar gépészmérnök, gyárigazgató, országgyűlési képviselő.

## Élete
Református vallású, régi Szepes vármegyei eredetű családban született; egyik őse volt az a Sigray János, aki az 1240-es években felépíttette Zsigra község ma is álló templomát. A család 1733-ban költözött az ország belsőbb részeibe, majd Pest és Fejér vármegye területén is több birtokot szerzett. Nemességüket Szabolcs vármegyében 1730-ban, Pest megyében 1736-ban, Fejérben pedig 1818-ban hirdették ki.
Ő maga a középiskolái elvégzése után a budapesti József Műegyetemen tanult tovább, ott szerzett gépészmérnöki oklevelet. 1907-ben a MÁV gépgyárnál kezdett dolgozni, majd a Ganz Elektromos művekhez került. 1909-ben nagyobb európai tanulmányutat tett, ekkor több nagy, német és angol gyárban tanulmányozta a korszerű gyártási folyamatokat.
Hazatérve, 1910-ben a műegyetem fizikai tanszékén kapott tanársegédi állást Wittmann Ferenc professzor mellett. 1911-ben elnyerte a Telefongyár egyik főmérnöki tisztségét is, e minőségében a gyár műszaki irodáját és üzemszervezési központját vezette. 1912-ben a berlini Deutsche Telephonwerke vállalatnál működött és a berlini kereskedelmi főiskola rendkívüli hallgatója volt.
1913–1914-ben a Földművelésügyi Minisztérium megbízásából hosszabb tanulmánykörutat tett az Amerikai Egyesült Államokban, ahol elsősorban az elektromosságnak a mezőgazdaságban való hasznosítási lehetőségeit tanulmányozta, de vizsgálta – a kereskedelemügyi miniszter megbízásából – az üzemvezetés ott bevált rendszereit is, és mint első magyar mérnök dolgozott Frederick Winslow Taylor philadelphiai gyárában.
Beutazta Mexikót és Kaliforniát, illetve Kanada egy részét is, a nagy öntözőtelepek, illetve az ottani mezőgazdálkodási rendszerek tanulmányozása céljából. Később hasonló célból spanyolországi, egyiptomi és olaszországi öntöző műveket is felkeresett. Mivel a tengerentúlon nagy számban találkozott kivándorolt magyarokkal, törekedett az ő szociális helyzetük és anyagi ügyeik megismerésére és foglalkozott esetleges visszaköltöztésük lehetőségével is.
1914-ben az egyik nagy hazai lőszergyárban dolgozott, ahol több új osztályt szervezte meg. Az első világháború kitörését követően katonai szolgálatra is hadiüzemhez osztották be. 1918-ban hites törvényszéki szakértőnek nevezték ki, majd Erdély gazdasági újjáépítésénél Ugron Gábor királyi biztos mellett dolgozott műszaki vezetőként, a román megszállásig.
1919-ben megalapította a Martin és Sigrai Rt. műszergyárat, amely saját konstrukciójú precíziós műszereket gyártott, és amely a hazai műszeripar egyik megalapozójává vált. A kis műhelyként induló vállalkozást néhány 150 munkást foglalkoztató gyárrá fejlesztette fel, amely az 1920-as évek végén már szerte Európába exportálta termékeit – többek között az olasz elektromos vasutak számára is.
Szakértői minőségében részt vett a magyar vidék villamosításában. Nevéhez fűződik a Nagykunsági Villamossági Szövetkezet és a Veszprémmegyei Villamossági Szövetkezet megszervezése – előbbi az első, egyedül községekből alakult ilyen szövetkezet volt. Szerepet vállalt az Elektrotechnikai Egyesületben és a Mérnökök Nemzeti Szövetségében, de még az egyházi életben is kivette részét, mint a budapesti Kálvin téri Református Egyházközség presbitere.
1930-ban megvált a gyár vezetésiétől, mérnöki irodáját is feloszlatta és agárdi birtokára vonult vissza gazdálkodni; ebben az időben végezte el a közgazdasági tudományegyetem mezőgazdasági karát. Igen fontosnak ítélte a vidék társadalmi és gazdasági felemelését, amihez egyik fő célravezető útnak a gazdakörök megszervezését tartotta. Ennek érdekében sok előadást tartott a környék településein és számos ottani civil szerveződésben vállalt kezdeményező, vezető szerepet.
Gárdonyban Zöldkereszt egészségvédelmi szolgálatot szervezett és célul tűzte ki a Velencei-tó körüli falvak és fürdők fejlesztését. A Velencetavi Országos Szövetségben elnöki, az Agárdi Fürdő és Sportegyesületben alelnöki funkciót vállalt. Az egész vármegyében élére állt a népművészet és háziipar újjáélesztését és támogatását, értékesítési lehetőségeik szélesítését célzó törekvéseknek. Alapítója volt a Gárdonyi Gazdakörnek és a Fejér megyei Gazdák Nemzeti Szövetségének, elnöke ezek mellett a Fejér megyei Központi Járási Mezőgazdasági Bizottságnak is, továbbá tagja volt a vármegyei közjóléti bizottságnak és a Felsődunántúli Mezőgazdasági Kamarának.
Az 1930-as évek vége felé az országos politikai életbe is bekapcsolódott. Először 1938-ban, időközi választáson indult el országgyűlési képviselőjelöltként, a lovasberényi kerületben, de akkor még kisebbségben maradt a nemzetiszocialista Hubay Kálmánnal szemben. Az 1939. évi általános választáson azonban már sikerült mandátumot szereznie, a Magyar Élet Pártja színeiben, a székesfehérvári járási választókerületben.
Gyászjelentése szerint életének 75., házasságának 42. évében hunyt el, 1963. július 27-én; temetése július 30-án történt a váci alsóvárosi temetőben, a református egyház szertartása szerint.

## Magánélete
Felesége Bárczay Ida volt, házasságukból egy fiuk született, Sigray Pál.